# Svensk Genealogisk Tidskrift
Svensk Genealogisk Tidskrift (SGT) är en periodisk, vetenskaplig publikation som har givits ut sedan 2007, först av Svenska Genealogiska Samfundet (SGS) och från 2016 av Genealogiska Föreningen.

## Inriktning
SGS har haft som ändamål att främja vetenskapliga metoder i släkthistorisk forskning genom att i tidskriften publicera kvalificerade forskningsresultat i ämnen som kan vara intressanta för både fritidssläktforskare och akademiska forskare. Utöver släkt- och personhistoriska utredningar publiceras i SGT även artiklar om forna tiders sociala liv, levnadsvillkor samt ekonomiska och kulturella omständigheter som kan vara relevanta i genealogisk forskning.
I en recension 2015 av professor Michael Lundholm framhålls: ”artiklarna [i SGT] har sedan starten hållit en närmast akademisk kvalitet. SGT får i dag anses vara den mest kvalitativa släktforskningspublikationen i Sverige”. Han påpekar även att SGT är den enda släkthistoriskt inriktade, tryckta publikation som inte har begränsat artikelbidrag till en viss längd.

## Historik
SGS grundades 2004 och SGT skapades 2007 som en följd av att den genealogiska tidskriften Släkt och Hävd då hade så gott som upphört att komma ut. Det innebar att möjligheterna att få mer omfångsrika forskningsresultat publicerade var små. Genom SGT säkrade man en kanal för publicering av tyngre och mer vetenskapliga artiklar.
Ett särskilt uppmärksammat nummer i serien är 2015:1, som gavs ut i november 2015 som bok i  fyrfärgstryck med titeln ”Vapenlikhetsfällan. Vapen- och sigillbruk under svensk medeltid. En introduktion för släkthistoriker, jämte rättelser till Svenska medeltidsvapen” (ISBN 978-91-637-9791-0), författad av medeltidshistorikern Kaj Janzon vid Riksarkivet.
För att säkerställa en fortsatt utgivning träffade SGS och GF den 31 oktober 2015 ett avtal som innebar att SGS överlåter SGT till GF vid 2015 års utgång. SGT ges från och med 1 januari 2016 ut som prenumerationstidskrift med samma omfång och inriktning som tidigare.
Redaktörer för SGT har varit Anders Winroth  (2007:1), Elisabeth Thorsell (2007:2), Michael Lundholm (2008:1–2012:1, 2017:1–), Urban Sikeborg (2012:2–2016:2). Alla insända artiklar granskas av redaktionen i samarbete med författarna.